# Bruno Tosoni
Bruno Tosoni detto er Capoccione (Roma, 5 giugno 1937) è un criminale italiano,  noto come membro dell'organizzazione malavitosa romana Banda della Magliana.

## Biografia
Sin dal 1975 Tosoni fu operativo all'interno del gruppo criminale del boss Nicolino Selis che agiva nelle zone a sud della capitale. Introdotto dallo stesso Selis, entrò poi a far parte del nucleo originario della nascente Banda della Magliana per conto della quale gestiva i traffici legati all'usura e al riciclo dei soldi provenienti dalle attività illecite dell'organizzazione. Gestore di due panifici ad Ostia, nonostante la qualifica di «sorvegliato speciale», riuscì a contenere i problemi con la giustizia e a non essere mai arrestato.
Tosoni prese parte in maniera indiretta all'omicidio di Edoardo Toscano indicando ad Enrico De Pedis luogo e giorno in cui l'Operaietto si sarebbe trovato presso la sua attività a ritirare una somma di denaro che gli aveva affidato in custodia. Grazie alla soffiata di Tosoni, il 16 marzo 1989, De Pedis mise in atto la trappola inviando due killer con i volti coperti da caschi integrali che fecero fuoco su Toscano colpendolo tre volte e lasciandolo morire sul colpo.